# 멍뉴
멍뉴(중국어: 蒙牛, 직역: 몽골 소)는 유제품 및 아이스크림 제조 및 유통을 하는 중국 기업이다. 회사는 후허하오터시, 내몽골 자치구에 본사를 두고 있으며 멍뉴 브랜드로 유제품을 제조한다.
멍뉴의 중국 내 주요 경쟁사는 이리 그룹이다.
중량그룹은 멍뉴의 가장 큰 전략적 주주이다.

## 제품
멍뉴의 제품에는 초고온 처리(초고온 처리) 우유, 요구르트 및 우유 음료와 같은 액상 젖 제품, 아이스크림 및 분유 및 우유 정제와 같은 기타 유제품이 포함된다. 2015년 12월 31일로 종료된 회계연도 동안 회사는 총 연간 생산 능력 868만 톤의 33개 생산 기지를 운영했다. 차이나 멍뉴 데어리 컴퍼니 리미티드의 사업 부문은 크게 세 가지로 나뉜다. 가공된 초고온 처리 우유, 우유 음료 및 요구르트를 제조 및 유통하는 액상 우유 제품 부문; 아이스크림 제품을 제조 및 유통하는 아이스크림 제품 부문; 가공된 분유 및 우유 정제 제품을 제조 및 유통하는 기타 유제품 부문이다.

## 역사
멍뉴의 소유주이자 설립자는 이리의 전 직원인 뉴 건성이다. 이리는 현재 멍뉴의 가장 큰 경쟁사인 또 다른 내몽골 낙농업 대기업이다. 그는 1999년에 회사를 설립했으며, 회사의 교과서적인 성장은 전국을 휩쓸었다. 2002년, 모건 스탠리, CDH 인베스트먼트, 차이나 캐피털 파트너스는 멍뉴와 총 회사 지분 32%에 대해 2,600만 달러를 투자하는 계약을 체결했다. 멍뉴는 2004년 6월 홍콩 증권거래소(SEHK)에 상장되었다.
2008년 중국산 유제품 멜라민 오염사건에 연루된 사업으로 인해 멍뉴가 재정적 어려움을 겪자, 2009년 7월 멍뉴는 중국 최대 식품 수입 및 수출업체인 국영 중량그룹이 이끄는 연합체에 20%의 지분을 매각했다.(p. 218) 이 매각으로 국가는 최대 주주가 되었고 사실상 회사를 국유화했다.(p. 218)

## 광고
이 회사는 중국 대륙에서 젖, 요구르트 및 기타 유제품의 선두 제조업체이며, 이는 부분적으로 높은 인지도의 광고 캠페인 덕분이다. 그중 한 캠페인은 선저우 5호 및 선저우 6호 우주선 발사 성공 후 "중국 우주비행사를 위한 특별 우유"를 광고했다(사실 이 회사는 중국 우주 프로그램을 후원한다). 멍뉴는 또한 인기 있는 슈퍼걸 콘테스트를 후원했다. 슈퍼걸 장한윈 (일명 베이비 장)은 멍뉴 브랜드와 연관되어 멍뉴 광고에 출연했으며, 이는 그녀가 명성을 얻는 데 중요한 역할을 했다. 마케팅 캠페인에서 이 회사는 "中國牛 世界牛 蒙牛"라는 슬로건을 사용하기도 하는데, 이는 은유적으로 "멍뉴는 내몽골에서, 중국에서, 그리고 세계에서 뛰어날 것이다"라는 의미이다. 이 회사는 이제 중국 기업가 정신의 상징이 되었다. 멍뉴는 또한 2018년 FIFA 월드컵과 2022년 FIFA 월드컵을 후원했다.

## 2008년 중국산 유제품 멜라민 오염사건

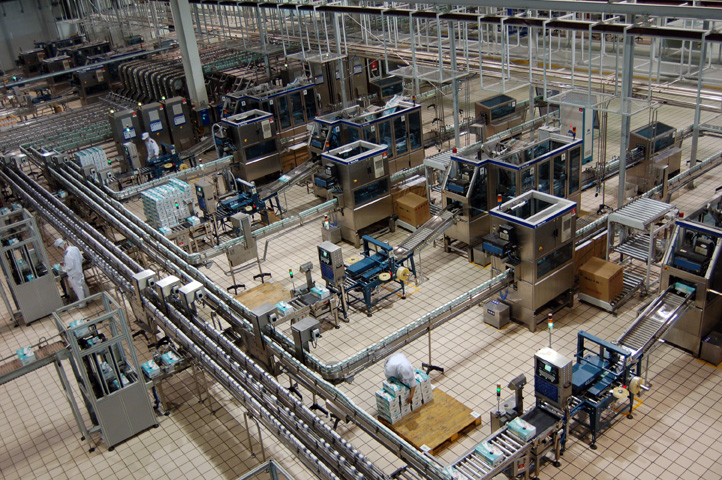
내몽골 후허하오터시 근처 공장의 멍뉴 생산 라인

멍뉴는 멜라민 양성 반응을 보인 분유 샘플을 보유한 것으로 지목된 회사 중 하나였다. 이 회사는 오염된 분유를 리콜하고 대중에게 사과했다. 홍콩 증권거래소의 멍뉴 주식 거래는 9월 17일에 중단되었다. 다른 유제품 회사들의 주가는 다음 날 크게 떨어졌다. 액상 우유도 오염된 것으로 밝혀지자 멍뉴는 '중국 국가 브랜드' 지위를 박탈당했다.
홍콩 정부 테스트에서 음성 판정을 받은 멍뉴의 제품은 오염된 샘플이 본토에서 발견되었다는 테스트 결과가 나오자마자 슈퍼마켓 체인에서 즉시 퇴출당했다. 멍뉴의 CFO는 모든 제품에 대해 아무런 이의 없이 환불을 제안하고 기자들 앞에서 액상 우유를 마심으로써 소비자들을 안심시키려 노력했다. 그는 또한 자사의 수출 제품이 오염될 가능성이 적다고 말했다. 이 발언은 회사의 수출 우대 정책이 중국인의 생명이 외국인보다 싸다고 생각하기 때문이라는 인터넷 게시판의 비난을 불러일으켰다.
2008년 9월 17일, 홍콩 증권거래소는 차이나 멍뉴 데어리(China Mengniu Dairy Co. Ltd.)의 주식 거래를 중단했다.
2011년 멍뉴 데어리는 곰팡이 핀 소 사료가 우유 내 독소 수치를 과도하게 높였다고 밝혔다.

## 멍뉴 알라
2006년 차이나 멍뉴(China Mengniu Co. Ltd)는 스칸디나비아 최대 유제품 생산 업체인 알라 푸드와 협력하여 홍콩과 마카오를 포함한 중국에서 고형 유제품을 생산 및 유통했다. 중국 유제품 제조업체는 합작 투자 지분 50%를 보유할 것이며, 알라 푸드는 48%를 소유할 것이라고 밝혔다. 합작 회사의 이름은 멍뉴 알라였다.
회사 제품에서 멜라민 양성 반응이 나오자 알라 푸드의 페더 투보르(Peder Tuborgh) CEO는 다음과 같이 말했다. "우유로 아이들을 먹여야 하는 모든 가정에게 이 상황은 매우 고통스럽습니다. 소비자의 안전을 보장하고 중국 유제품 산업에 대한 신뢰를 유지하기 위해 문제의 근본 원인을 파악하는 것이 매우 중요합니다. 멍뉴 및 당국과 함께 품질을 보장하기 위해 모든 노력을 다하고 있습니다."

## 같이 보기
- 치스크림

## 추가 문헌
Peverelli, Peter (2006). 《Chinese Corporate Identity》. Oxon, United Kingdom: Routledge. ISBN 9781134194018.